# Habitatge a la Rambla, 14 (Santa Perpètua de Mogoda)
L'Habitatge a la Rambla, 14 és una obra de Santa Perpètua de Mogoda (Vallès Occidental) inclosa a l'Inventari del Patrimoni Arquitectònic de Catalunya.

## Descripció
És una casa aïllada amb caràcter de ruralia formada per planta baixa i pis. Les finestres del pis tenen balcó. L'edifici té coberta a doble vessant de la qual sobresurt un ràfec. A la part posterior de la casa hi ha un pati tancat. El material de construcció és a base de còdols i totxos. La façana principal que dona a la Rambla està arrebossada.